# SAY YES (CHAGE&ASKAの曲)
「SAY YES」（セイ・イェス）は、CHAGE&ASKA（現：CHAGE and ASKA）の楽曲。自身の27作目のシングルとして、ポニーキャニオンから1991年7月24日に発売された。

## 背景
前作「太陽と埃の中で」から約6か月での発売となるシングル:387。1991年2月まで『TOUR'90〜'91 SEE YA』を開催し、同年3月から6月にかけてCHAGE（現：Chage）とASKAがそれぞれソロとして活動を始め、CHAGEはMULTI MAXでシングル・アルバム・ツアー、ASKAはシングルとアルバムを発売している:387。同時に6月から、CHAGE&ASKAとしてレコーディングが開始された:387。
この曲についてASKAは「KANの『愛は勝つ』のような曲を作りたいとの思いで作ったのが同曲だった。なので、「彼がいなかったら『SAY YES』は生まれていなかっただろう」と思っている」と経緯を語っている。

## 批評
東洋経済では、1990年代にトレンディドラマは全盛期となったことで「ドラマ主題歌=ヒット曲」という法則が確立されたことに着目し、本作と小田和正の「ラブ・ストーリーは突然に」が法則の先駆けと評価している。
CHAGEとASKAは、デビュー（1979年）から13年間（本作発売まで）変わらずに音楽活動を続けており、売上枚数の数字ばかりが注目されるが、それらに対しては意味がないという。観客がしっかり入っていたのに作品の売上が結び付かない状況が続いていたが、2人は本作の売上によって結び付いたことをしている。さらに2人は本作を「飛び抜けた名曲ではない」と否定をしており、ここ数年の流れの中にある一曲と位置付けている:388。
発売当時、33歳であったASKAは同じ年に発売したソロ作品「はじまりはいつも雨」や本作のミリオンヒットによって、人生のピークだとしたらと考えてしまい恐怖と似た感覚になったという。

## 受賞歴
| 年     | 音楽賞                        | 結果                   | 出典   |
| ------ | ----------------------------- | ---------------------- | ------ |
| 1991年 | 第33回日本レコード大賞        | ゴールド・ディスク賞   | [ 12 ] |
| 1991年 | 第33回日本レコード大賞        | 作曲賞                 | [ 12 ] |
| 1992年 | 第6回日本ゴールドディスク大賞 | ベスト5・シングル賞    | [ 13 ] |
| 1992年 | 第6回日本ゴールドディスク大賞 | グランプリ・シングル賞 | [ 13 ] |
| 1993年 | 第11回JASRAC賞                | 金賞                   | [ 14 ] |

## チャート成績

### 記録
- オリコンによる1991年の年間シングルランキング2位[3]、1990年代（1990年 - 1999年）発売のシングル売上ランキング3位[注釈 2][15][16]、平成発売のシングル売上ランキング5位[17]、歴代シングル売上ランキング7位[2]。
- 日本音楽著作権協会（JASRAC）の著作権使用料分配額（国内作品）ランキングでは、平成1桁代として歴代7位[18]、平成（1989年〜2019年）として歴代82位にランクイン[19]。

### 売上
本作は1991年8月5日付のオリコン週間ランキングで初登場1位を記録した。その後13週連続で同ランキング1位を記録し、この記録は歴代5位の結果となった。同ランキングで10週以上連続1位を記録するのは1981年に発売された寺尾聰の「ルビーの指環」以来となった。
同年8月26日付の同ランキングにて、シングルでは本作、アルバムではASKAの『SCENE II』が1位を獲得した。グループ&ソロ作品でシングル・アルバム1位を獲得するのは、おニャン子クラブ・高井麻巳子の組み合わせ以来2組目の快挙となった。
1991年のオリコン年間シングルランキングでは、ランキングの集計期間の関係で小田和正の「Oh! Yeah! / ラブ・ストーリーは突然に」に阻まれ2位になったが、翌年も売上枚数を上げ、オリコンによる累計売上枚数では「Oh! Yeah! / ラブ・ストーリーは突然に」を上回って、282.2万枚を記録している。なお、CHAGE&ASKAの作品（シングル・アルバム）の中では最大売上となっている。
オリコン歴代シングル売り上げランキング7位であるが、上位6作のうち、SMAPの「世界に一つだけの花」に抜かれたのは2016年9月19日付のオリコン週間ランキングで、SMAPの解散騒動に起因する購買運動によるものであった。また、SMAPのデビュー作「Can't Stop!! -LOVING-」が本作の首位を阻まれ2位止まりであったが、「世界に一つだけの花」の売上が本作を上回ったのがデビューから丁度25周年の週であった。

## 収録曲
| 全編曲: 十川知司。 |                                      |            |           |       |
| #                  | タイトル                             | 作詞       | 作曲      | 時間  |
| 1.                 | 「SAY YES」                          | 飛鳥涼     | 飛鳥涼    | 4:46  |
| 2.                 | 「告白」                             | 青木せい子 | CHAGE     | 5:49  |
| 3.                 | 「SAY YES （オリジナル・カラオケ）」 | -          | 飛鳥涼    | 4:43  |
| 合計時間:          | 合計時間:                            | 合計時間:  | 合計時間: | 15:18 |

## 楽曲解説
1. SAY YES
フジテレビ系月9ドラマ『101回目のプロポーズ』主題歌。三菱自動車「グランディス」CMソング[注釈 4]。
ドラマのテーマソングの制作依頼があり第1週分の台本が届いたが、ASKAは当時台本を読むパワーと時間が無かったためにスタッフに台本の内容を読んでもらいながら自分なりに作り、ドラマのイメージと運よく重なったと言う[24]。
『101回目のプロポーズ』の2クール前に同枠で放送されていた『東京ラブストーリー』の主題歌に起用された小田和正の「ラブ・ストーリーは突然に」はドラマの内容に合わないとプロデューサーに言われて小田が書き直したが、逆に「SAY YES」はASKAが自信作であったことと、視聴者から「別れさせないでほしい」という要望が殺到したことによりドラマの結末内容が曲の歌詞に合わせて書き直された[25][9]。
2005年に放送された『第56回NHK紅白歌合戦』の「スキウタ〜紅白みんなでアンケート〜」で白組67位にランクインした。また、NEWSポストセブンが2017年に発表した「ドラマ好き女性1000人に聞いた人生史上いちばん好きな主題歌ランキング」で6位にランクインしている[26]。
2002年に発売されたセルフカバー・アルバム『STAMP』では、大胆にアレンジした楽曲を収録している。また、企画シングル盤「SEAMLESS SINGLES」にも収録された。
さまざまな著名人がこの楽曲に対して公言しており、ゴールデンボンバーの鬼龍院翔と氣志團の綾小路翔がイントロに衝撃と感動したことをラジオ番組『綾小路翔のオールナイトニッポンPremium』で述べている[27]。DEEPのYUICHIROは、『101回目のプロポーズ』でこの楽曲が流れた時に感銘を受けて、「こんな人を感動させる歌を僕も歌いたい!」という想いから歌手を目指している[28]。歌手の新妻聖子は大好きな楽曲として[29]、嵐の櫻井翔は初めて人前で歌った楽曲として、この楽曲を挙げている[30]。
2013年に映画『101回目のプロポーズ 〜SAY YES〜』日本版の主題歌への起用が決まっていたが[31]、ASKAの薬物報道を受けて、公開直前に中国語バージョンに差し替えられた。
2. 告白
2001年に発売されたオリジナル・アルバム『NOT AT ALL』では、リテイクした楽曲を収録している。2009年に発売されたChageのアルバム『Many Happy Returns』では、「告白 with 加藤いづみ」としてセルフカバーした楽曲を収録している。
オリジナルバージョンは、1998年に発売されたChageのベストアルバム『CHAGE BEST SONGS/PROLOGUE』にて収録された。
3. SAY YES （オリジナル・カラオケ）

## 収録アルバム
国内盤
- TREE (#1)※アルバム・ミックス
- SUPER BEST II (#1)※リミックス・ヴァージョン
- SUPER BEST BOX SINGLE HISTORY 1979-1994 AND Snow Mail (#1)※アルバム・ミックス
- CHAGE BEST SONGS/PROLOGUE (#2)
- CHAGE&ASKA VERY BEST ROLL OVER 20TH (#1)
- NOT AT ALL (#2)※リテイク・ヴァージョン
- STAMP (#1)※セルフカバー
- CHAGE and ASKA VERY BEST NOTHING BUT C&A (#1)

海外盤
- 倆心知〜原創紀念歌集 (#1)
- Singles - The European Collection (#1)※リミックス・ヴァージョン
- GREATEST HITS (#1)
- 恰克 CHAGE精選集 (#2)
- 倆角形 Duet Angle 20th anniversary (#1)
- THE BEST (#1)
- Asian Communications Best (#1)

## カバー作品
SAY YES
- レイモンド・チョイ（蔡濟文）（1992年、アルバム『22』）
- ミスター・ジヴァゴ（MR.ZIVAGO）（1993年、カバー・アルバム『TELL BY YOUR EYES 〜covers〜』）
- 14カラット・ソウル（14 Karat Soul）（1994年、カバー・アルバム『TRANSPACIFIC』）
- シカゴ（Chicago）（2003年、オムニバス・アルバム『フラッシュバック 〜ミリオン・ヒッツ・カバー・オン・TV』）
- 河口恭吾（2007年、カバー・アルバム『君を好きだったあの頃』）
- 中西保志（2007年、カバー・アルバム『STANDARDS 2』）
- 布施明（2008年、アルバム『Ballade』）
- Salon（2008年、カバー・アルバム『My Time』）
- 大橋純子（2009年、アルバム『TERRA2』）
- スコット・マーフィー（Scott Murphy）（2009年、アルバム『Guilty Pleasures LOVE』）
- デビー・ギブソン（2010年、カバー・アルバム『Ms. Vocalist』）
- さよならポニーテール（2011年、アルバム『モテキ的音楽のススメ Covers for MTK Lovers盤』）
- mihimaru GT（2012年、ベスト・アルバム 『THE BEST of mihimaru GT 2』）
- 柴田知美（2013年、カバー・アルバム『Cover Collection』）
- 高杉さと美（2013年、カバー・アルバム『Satomi』）
- リー・ダイモー（李代沫）（2013年、中国版映画『101回目のプロポーズ　〜SAY YES〜』主題歌）
- 中島美嘉（2017年、カバー・アルバム『ROOTS 〜Piano & Voice〜』[32]）
- 吉田悠樹（2017年、カバー・アルバム『ROAM』[33]）
- 藤田麻衣子（2018年、カバー・アルバム『惚れ歌』）
- fumika（2018年、カバー・アルバム『COVER LIFE』）